# Doorlaatbrug Eldensedijk
De Doorlaatbrug in de Eldensedijk is een brug en beweegbare waterkering in Arnhem. Het bouwwerk is niet meer als waterkering in gebruik, en heeft de status van rijksmonument.
Op een verhoging van de zuidelijke Rijnoever tegenover het centrum van Arnhem lagen in de jaren dertig onder meer de Arnhemsche Stoomsleephelling Maatschappij (ASM) en twee havens. Toen van 1933-1935 in de polders tegenover Arnhem de Malburgsedijk werd aangelegd, met als de doel de daarachter gelegen Malburgsche Polder in te dijken, had de rivier bij hoogwater te weinig ruimte tussen deze verhoging en de Rijnkade. Om dit te compenseren werd de Groene Rivier aangelegd: een strook land van ongeveer 200 meter breed die bij een hoge waterstand van de Rijn overstroomde. Bij een lage waterstand stond het land droog en vormde zo een groene rivier tussen de Malburgsedijk en de ophoging van de ASM.
De groene rivier begon oostelijk van de Oude Rijnbrug en liep door tot in Meinerswijk. De Eldensedijk, die liep van het dorp Elden naar de buurtschap De Praets, moest vlot gepasseerd kunnen worden. De twee doorlaatbruggen die daar na 1752 gebouwd waren werden vervangen door één afsluitbare doorlaatbrug. Deze moest afsluitbaar zijn om zo Meinerswijk bij een hoge waterstand in de zomer droog te kunnen houden. Bij de Drielsedijk aan de andere kant van Meinerswijk staat ook een doorlaatbrug, deze is gebouwd om te voorkomen dat water bij hoogwater in de zomer vanuit het westen de polder instroomde. Ook deze brug is een rijksmonument.
De brug heeft 37 ijzeren schuiven van elk 2 ton die omhoog en omlaag kunnen worden geschoven in ijzeren sponningen. De schuiven rusten op een vloer van gewapend beton, met een fundering van gewapend betonnen palen. De schuiven werden opgetrokken met behulp van een kraanwagen op de brug. In gesloten stand ligt de bovenkant van de schuiven op 12,50 meter boven NAP. De brug is oostelijk van de oude doorlaatbrug gebouwd, waarmee de Eldensedijk iets naar het oosten is verlegd.
Bij een waterstand van 11,35 meter boven NAP moesten de schuiven in ieder geval worden opgetrokken. De brug heeft eind jaren negentig zijn waterkerende functie verloren. Tegenwoordig zijn de schuiven permanent opgetrokken omdat Meinerswijk een natuurpark is.